# امامزاده هفتاد و دو تن
امامزاده هفتاد و دو تن مربوط به سدهٔ ۶ ه.ق است و در شهرستان اراک، روستای ساروق واقع شده و این اثر در تاریخ ۲۹ آذر ۱۳۱۶ با شمارهٔ ثبت ۳۰۶ به‌عنوان یکی از آثار ملی ایران به ثبت رسیده است.